# Begonia obliqua
Begonia obliqua es una especie de planta perenne perteneciente a la familia Begoniaceae. Es originaria de las Antillas en Jamaica.

## Taxonomía
Begonia obliqua fue descrita por Carlos Linneo y publicado en Species Plantarum 2: 1056. 1753.
sinonimia
- - Begonia purpurea Sw., Prodr. Veg. Ind. Occ.: 86. 1788, nom. superfl.
  - Begonia disticha Klotzsch, Monatsber. Konigl. Preuss. Akad. Wiss. Berlin 1854: 122. 1854, nom. illeg.
  - Begonia dominicalis A.DC., Prodr. (Candolle) 15(1): 366. 1864.
  - Begonia grandiflora Jacq., Collectanea 1: 128. 1786.
  - Begonia macrophylla Dryand., Trans. Linn. Soc. London 1: 164. 1791, nom. illeg.
  - Begonia macrophylla Lam., Encycl. 1: 394. 1785.
  - Begonia macrophylla var. discolor (Klotzsch) J.Door. ex F.A.Barkley & Golding, Sp. Begon., ed. 2: 74. 1974.
  - Begonia martinicensis A.DC., Ann. Sci. Nat., Bot., sér. 4, IV, 11: 123. 1859.
  - Begonia obliqua Jacq. ex Steud., Nom. ed. 2, 1: 194. 1840, nom. illeg. non L. (1753).
  - Begonia odorata Willd., Enum. Pl., Suppl.: 64. 1814.
  - Begonia rotundifolia Griseb., Fl. Brit. W. I.: 304. 1860, nom. illeg.
  - Begonia suaveolens Haw., Bot. Cab. (Loddiges) 1: t. 69. 1817.